# 阿列克謝·亞努克維奇
阿列克謝·安東諾維奇·亞努克維奇（1976年6月30日—）是白俄羅斯政治人物，保守基督教党－BPF領袖。

## 傳記
亞努克維奇1997年畢業於白俄羅斯國立經濟大學。
自1996年以來，他一直是保守基督教党－BPF的成員，並自1999年起在該黨擔任高級職務。
亞努克維奇也是「疾病陣線」的創始成員之一。
2009年10月，亞努克維奇當選為保守基督教党－BPF主席。

## 獎狀
- 我愛白俄羅斯（2010年）[1]

## 外部連結
- Official Bio （页面存档备份，存于）